# 墓場なき野郎ども
『墓場なき野郎ども』（はかばなきやろうども、Classe tous risques）は、1960年のフランスの犯罪映画。実在のギャングアベル・ダノスを主人公にした小説を原作としている。監督はクロード・ソーテ。出演はリノ・バンチュラやジャン＝ポール・ベルモンドなど。

## ストーリー

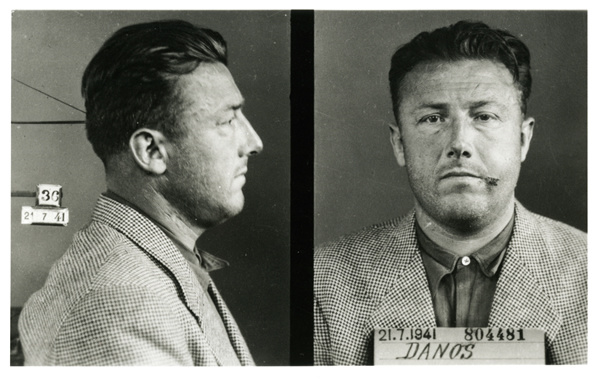
実際のアベル・ダノス（1941年撮影）

死刑を宣告されたギャングのアベルは子どもをつれ、同じく子供を連れた相棒のレイモンとともにミラノ駅で待ち合わせ、バンチミリヤで各々の妻たちと合流する。
翌日、彼らはサン・レモで乗っ取った船でマントンに向かうが、税関警備隊との銃撃戦によりレイモンとアベルの妻テレーズが死亡する。
アベルは自分とレイモンの子ども2人ともに、昔の仲間に助けを求め、無関係のエリックという人物が派遣される。エリックが知り合った劇団員のリリアンが協力したことで一行は窮地を脱する。
アベルは子どもたちを妻の父親夫婦に預けた後、子どもたちの教育費と逃走資金の調達の一環として、昔馴染みの故買商を襲い、金を奪う。ところが、故買商はアベルの昔の仲間の一人とつるんで、私立探偵にエリックを追跡させる。アベルは故買商とその仲間を殺すが、今度は別の仲間から警察に自分の居所を売られてしまう。これによりエリックが警察に捕まり、利用されてしまう。さらに逃走を続けようとするアベルは追い詰められる。

## キャスト
※括弧内は日本語吹替（初回放送1969年2月13日『木曜洋画劇場』）
- アベル：リノ・バンチュラ（大宮悌二）
- エリック：ジャン＝ポール・ベルモンド（堀勝之祐）
- リリアン：サンドラ・ミーロ
- アーサー：マルセル・ダリオ
- アンリ：ミシェル・アルダン

## スタッフ
- 監督：クロード・ソーテ
- 原作：ジョゼ・ジョヴァンニ
- 脚本：クロード・ソーテ、ジョゼ・ジョヴァンニ、パスカル・ジャルダン
- 撮影：ギスラン・クロケ
- 音楽：ジョルジュ・ドルリュー